# Parco nazionale Tresticklan
Il parco nazionale Tresticklan è un parco nazionale della Svezia, nella contea di Västra Götaland. È stato istituito nel 1996 ed occupa una superficie di 2897 ha.